# Manaus
Manaus je město v severozápadní Brazílii a je hlavním městem státu Amazonas. Nachází se na řece Rio Negro nedaleko soutoku s Amazonkou. Je to hlavní přístav a křižovatka místního rozsáhlého říčního systému. Soutok Río Negra a Amazonky - Encontro das Águas - je pro svou jedinečnost dvoubarevného toku jedním z turistických cílů města.

## Název
Jméno Manaus vzniklo podle původního indiánského kmene Manáo.

## Historie
Manaus vznikl na místě malé pevnosti São José da Barra, postavené portugalskými osadníky v roce 1669, jako obrana proti nájezdům Španělů, kteří se do Brazílie dostávali po Amazonce. 13. listopadu 1832 získává obec samostatný status a je pojmenována Manaus z původního Manaós což označovalo neobydlené místo. V místním jazyce slovo znamená Matka boha. 24. října 1848 získává Manaus statut města, jmenuje se Didaxe da Barra do Rio Negro. V roce 1850 se z Amazonas stává provincie a 4. září 1856 je město přejmenováno na Cidade de Manaus.
V letech 1890 – 1920 byl Manaus a jeho okolí z hlavním zdrojem kaučuku pro celý svět, což vedlo k obrovskému rozmachu města, místní podnikatelé velmi bohatli a město prosperovalo. Do města mířili chudí imigranti z severovýchodní Brazílie. V roce 1920 s příchodem syntetické gumy a s rozvojem plantáží kaučukovníku v jihovýchodní Asii, cena kaučuku prudce padá a Manaus chudne. Dnes je Manaus finančním centrem severní Brazílie.

## Hospodářství
Protože přírodní kaučuk v minulém století nebyl již tak důležitý, postupně se ekonomika města obrací k dřevařskému a petrochemickému průmyslu. V poslední dekádě daňové pobídky federální vlády dělají z města a okolního regionu hlavní průmyslové centrum oblasti.

## Amazonský deštný prales
Poloha Manausu uprostřed amazonského deštného pralesa, pro město atraktivní a přímo láká pro případné výlety do okolního pralesa. V poslední době se zvyšuje počet turistů jak z Brazílie, tak ze zahraničí, pro které je Manaus hlavní výchozí bod na jejich výpravy za okolní rozmanitou přírodou.
Amazonie zabírá 56% celkové rozlohy Brazílie, ale žije zde jen asi 7% z celkového počtu obyvatel. Lidé žijí hlavně v okolí měst, kterých tu není mnoho. Amazonský deštný prales je největší džunglí na světě s nejbohatší flórou a faunou. Celá síla oblasti pochází z Amazonky, která každoročně zaplavuje tisíce km² vodou. Místo bylo kolonizováno kolem roku 1657 a největšího rozmachu došlo v letech 1890 - 1920 v době kaučukového boomu, kdy kaučukoví baroni nechali vystavět ohromné paláce. Největší říční souostroví na světě, Anavilhas, se skládá ze 400 ostrovů, stovek řek, jezer a bažin a leží na Rio Negro nedaleko Manausu. Zabírá 350 000 hektarů, je pod ochranou federálního zákona a je nazýván rájem biologů a ekologů.

## Kultura, současnost

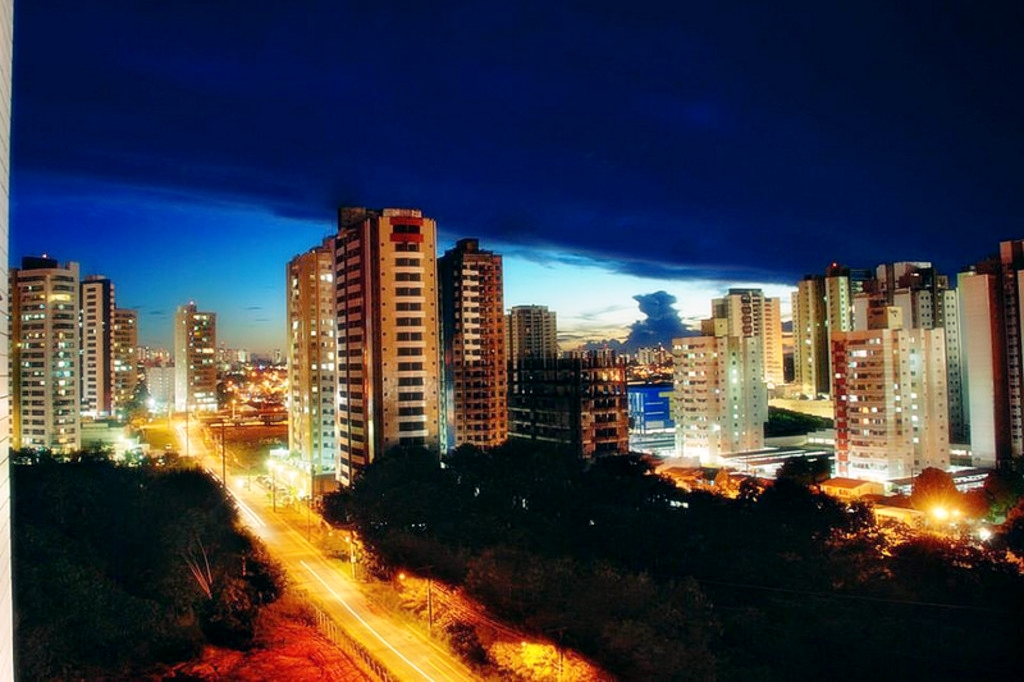
Manaus

Nepřehlédnutelnou stavbou v Manausu je opera Teatro Amazonas, která se začala stavět v roce 1896 v době kaučukové horečky. Stavba trvala 15 let, opera má elegantní interiér a v současné době je zde také muzeum. Materiál na stavbu a většina výzdoby byly přivezeny z Evropy a ve své době se budova stala symbolem bohatství celého města. Tržnice Mercado Municipal otevřená roku 1882 je miniaturní kopií slavné pařížské tržnice Les Halles. Všechny železné konstrukce, ze kterých je sestavena, byly přivezeny z Evropy. V době své největší slávy zde vystoupil například Enrico Caruso.

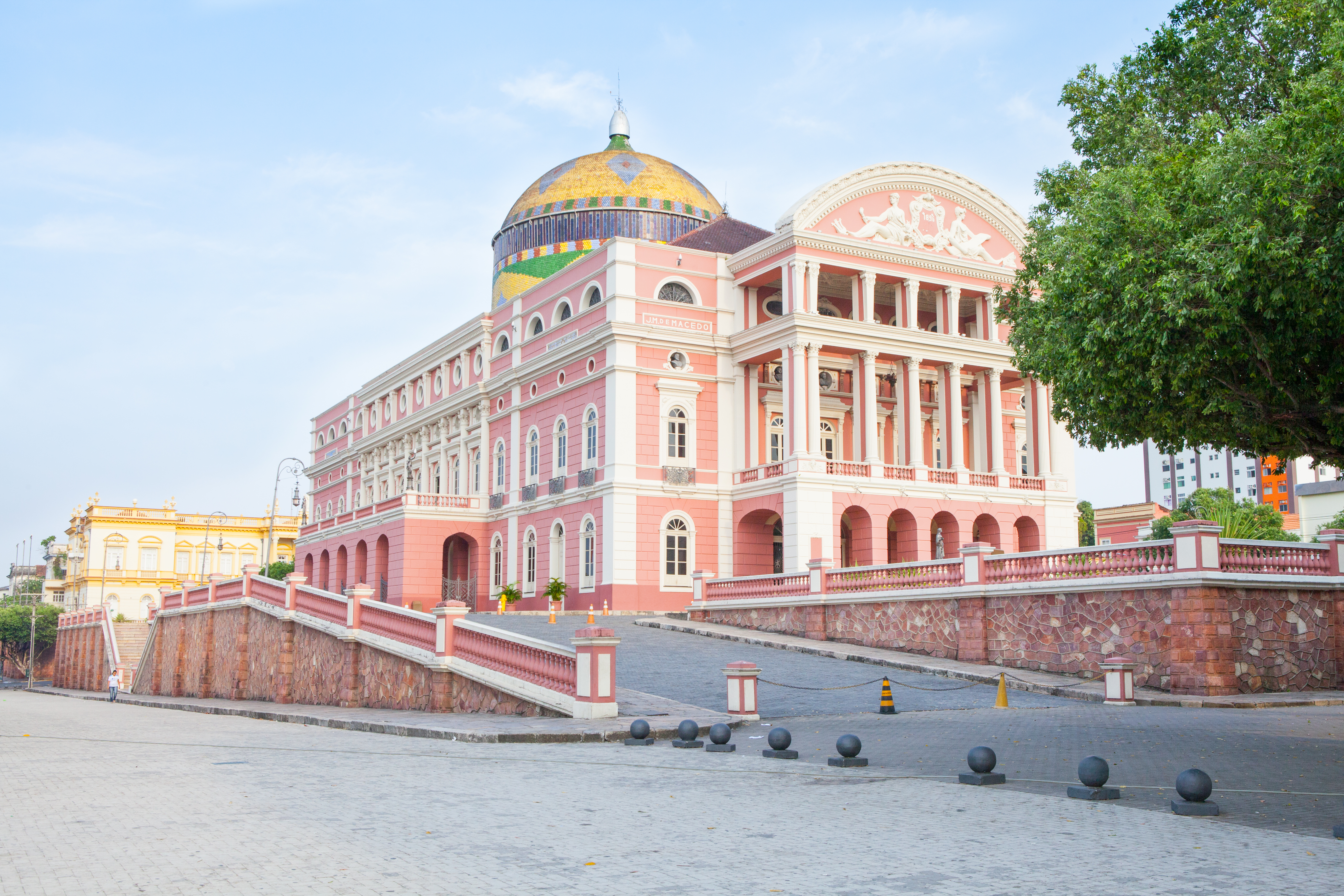
Teatro Amazonas

Dnes je město Manaus důležitým obchodním přístavem exportu zemědělských a lesních produktů. Bylo zde vystavěno moderní letiště s centrem duty free shops. Manaus ležící na břehu řeky Rio Negro je důležitým centrem ekoturistiky. Je jakýmsi portálem do amazonského deštného pralesa a jeho mystérií. Zajímavé je v době odlivu místo praia de Ponte Negra, kde se setkávají béžové vody Amazonky s černými vodami Ria Negra. V Manausu sídlí Národní institut pro výzkum v Amazonii, který ve svém komplexu botanických a zoologických zahrad shromažďuje rostliny a živočichy tohoto regionu, včetně těch, jimž hrozí vyhubení.
Od roku 1965 je ve městě univerzita. Město protínají dvě dálnice, a je zde mezinárodní letiště.

## Partnerská města
- Austin, Spojené státy americké
- Banjarmasin, Indonésie
- Belém, Brazílie
- Braga, Portugalsko
- Goiânia, Brazílie
- Hamamacu, Japonsko
- Charlotte, Spojené státy americké
- Iquitos, Peru
- Jeruzalém, Izrael
- Mesa, Spojené státy americké
- Perugia, Itálie
- Rio de Janeiro, Brazílie
- Salt Lake City, Spojené státy americké
- Santo Domingo, Dominikánská republika
- Sarnia, Kanada
- Soul, Jižní Korea
- Šanghaj, Čína